# سونی اریکسون اس۵۰۰
گوشی اس 500 یک سری از گوشیهای شرکت سونی اریکسون می‌باشد.